# Афендик Давид Степанович
Афендик Давид Степанович (*1717, м. н. невід.— †1775, м. см. невід.) — український державний діяч доби Гетьманщини. Сотник Баришівської сотні, бунчуковий товариш.

## Життєпис
Навчався у Києво-Могилянській академії. Значився в списках учнів класу інфими за 1727. Ймовірно, 1732 або 1733 закінчив клас філософії, бо вже 1733 розпочав службу.
Брав участь у війні між Августом III та Станіславом Лещинським за польський престол (1733–1735), а також у Російсько-турецькій війні 1735–1739.
1736 був у поході фельдмаршала Б. К. Мініха на Перекоп, а 1737 — під Очаків.
З 14 червня 1745 до 1768 очолював Баришівську сотню (Переяславський полк).
24 січня 1768 вийшов у відставку в ранзі бунчукового товариша.

## Родина
Мав брата Максима.
Давид Степанович був одружений з Анастасією Петрівною (прізвище невідомо, яка 1779 вийшла заміж вдруге за Олександра Косташа, сотника бобровицького) і мав чотирьох дітей: доньку Анастасію та трьох синів — Степана, Федора й Павла.